# Schloss Heidelberg (Thurgau)

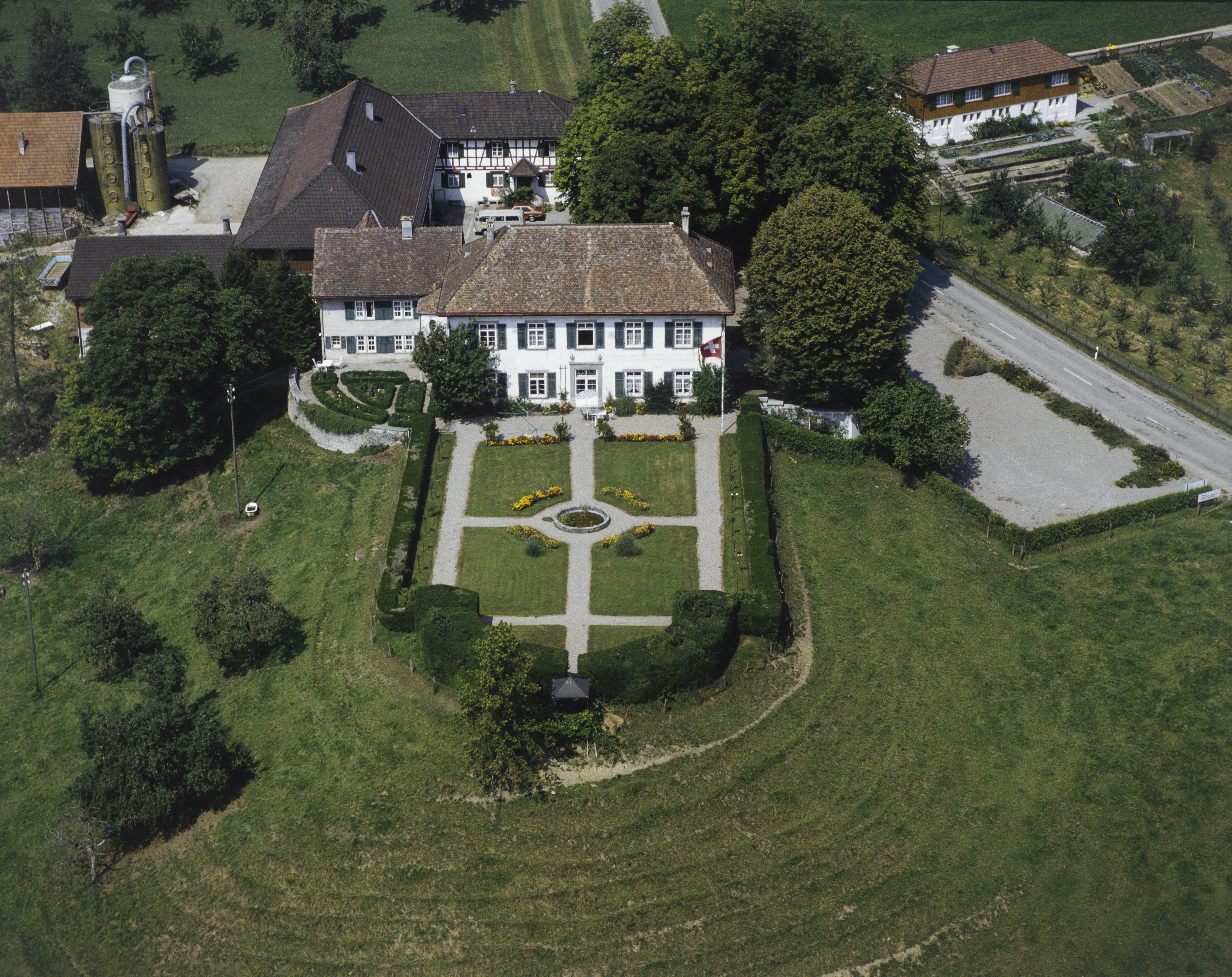
Schloss Heidelberg

Das Schloss Heidelberg im Thurgauer Dorf Hohentannen wurde als Landsitz von Jakob Grubenmann und G. Held im Auftrag von Leonhard von Muralt-Egger zwischen 1744 und 1745 erbaut. 
Friedrich von Muralt führte ab 1830 im Schloss ein privates Erziehungsinstitut. 1901 verkaufte die Familie das Schloss. Es wechselte daraufhin einige Male den Besitzer und war zwischen 1976 und 1998 ein Altersheim. Heute wird es wieder als Wohnhaus genutzt.
Das Schloss befindet sich etwa dreihundert Meter südlich der ehemaligen Burg Heidelberg, welche Stammsitz der Herren von Heidelberg war. Erstmals urkundlich erwähnt wurde das Geschlecht 1137. Die Burg wurde 1403 von den Appenzellern zerstört.